# Rivière Yamaska Sud-Est
Rivière Yamaska Sud-Est är ett vattendrag i Kanada.   Det ligger i provinsen Québec, i den sydöstra delen av landet, 220 km öster om huvudstaden Ottawa.
Omgivningarna runt Rivière Yamaska Sud-Est är en mosaik av jordbruksmark och naturlig växtlighet. Runt Rivière Yamaska Sud-Est är det ganska glesbefolkat, med 34 invånare per kvadratkilometer.